# Себастиан Кабот
Себастиан Кабот (Кабота, Кабото) (на италиански: Sebastian Caboto, Себастиано Кабото) е италиански мореплавател, картограф и изследовател на английска и испанска служба в Америка.

## Произход и ранни години (ок.1484 – 1526)
Роден е около 1484 година във Венеция, Италия, в семейството на мореплавателя Джон Кабот.
През 1497 г. участва в експедицията на баща си към бреговете на Северна Америка. През 1509 г. е на непотвърдено плаване към бреговете на Северна Америка. Възможно проникване в Хъдзъновия залив.
През 1512 г. съставя карта на областите Гаскония и Гиен (Аквитания) в днешна Франция за английския крал Хенри VIII, а в периода от 1512 до 1516 г. е главен картограф на Фердинанд II, крал на Арагон и Кастилия.
От 1519 до 1526 и от 1533 до 1544 г. е главен щурман на морския флот на Свещената Римска империя. В периода от 1526 до 1547 г. е на испанска служба.

## Испанска експедиция (1526 – 1530)
През 1526 г. възглавява испанска експедиция с 4 кораба за търсене на морски път за Индия по маршрута на Фернандо Магелан. Стремейки се да открие проток към Тихия океан по на север от Магелановия проток достига до естуара Ла Плата, където открива и прибира изоставените участници от експедицията на Хуан Диас Солис. Там той оставя двата големи кораба, възстановява форта разрушен от индианците и с останалите два по-малки кораба на 15 февруари 1527 г. започва изкачване по река Парана. Изследва реката до устието на десния ѝ приток Каркараня (на 33° ю.ш.) и през юни построява в устието ѝ втори форт. Успява да осъществи добри взаимоотношения с местните индианци, които започват да снабдяват испанците с продоволствие. След като построява малък кораб и събира необходимите продукти на 23 декември 1527 г. продължава плаването нагоре по Парана. През март 1528 г. достига до устието на река Парагвай, вливаща се от север в Парана. В долното течение на Парагвай Кабот отново установява дружески отношения с местните индианци и с тяхна помощ се изкачва по реката до устието на река Пилкомайо.
Около устието на река Рио Берхемо се провежда кръвопролитно сражение между испанците и местните индианци-земеделци, които са сравнително добре организирани и въоръжени. Испанците загубват 25 души и Кабот се опитва с всякакви средства да установи мирни отношения с индианците, като накрая успява в начинанието си. Испанците разменят европейски стоки за сребърни украшения, които са в голямо изобилие у индианците и поради това реката е наречена Рио де Ла Плата („Сребърна река“), но впоследствие това название се запазва само за огромния естуар на реката. Испанците престояват в този район до края на 1528 г. в търсене на „сребърното царство“, в края на септември 1529 г. се завръщат в устието на Ла Плата, а през юли 1530 в Испания.

## Следващи години (1530 – 1557)
След като се завръща в Испания, три години командва испанския флот, базиран в град Оран (Алжир) във войната с маврите.
През 1544 г. публикува карта на света. От 1547 до 1557 г. е на английска служба. След възкачването на престола на английския крал Едуард VI през 1547 г. Себастиан Кабот се преселва в Англия, където за големите му морски и картографски заслуги му е присъдена пожизнена пенсия.
През 1551 г. основава и възглавява в Лондон Московската търговска компания, която през 1553 – 1556 изпраща първата експедиция за търсене на т.нар. Североизточен проход.
Умира през 1557 г. в Лондон.